# 茹拉维尔
茹拉维尔（法語：Joux-la-Ville，法語發音：[ʒu la vil]）是法国勃艮第-弗朗什-孔泰大区约讷省的一个市镇，属于阿瓦隆区。

## 地理
茹拉维尔（47°37'21"N, 3°51'45"E）面积43.81 平方千米，位于法国勃艮第-弗朗什-孔泰大區约讷省，该省份为法国中北部内陆省份，西接卢瓦雷省，西北接塞纳-马恩省，南至涅夫勒省，东临科多尔省，东北与奥布省接壤。
与茹拉维尔接壤的市镇（或旧市镇、城区）包括：屈尔河畔阿尔西、库塔尔努、格里莫、吕西勒布瓦、屈尔河畔吕西、马桑吉、尼特里、普雷西勒塞克、圣科隆布、托里、韦尔芒通。

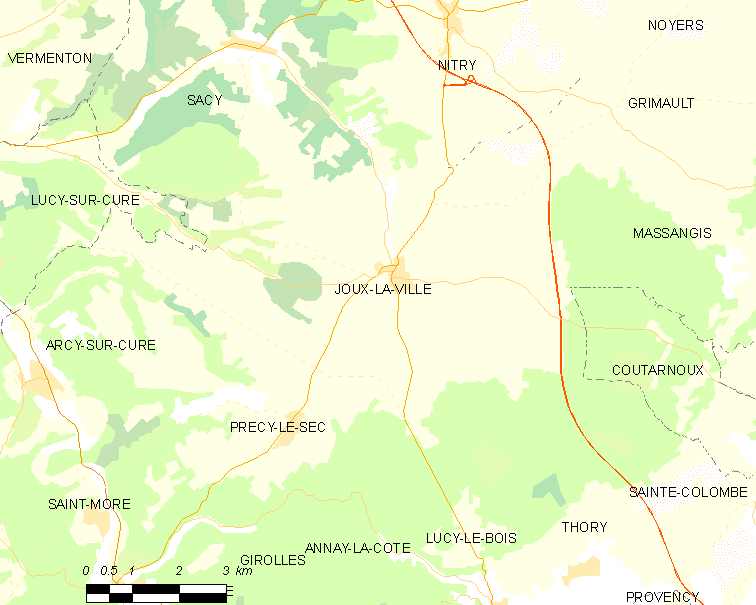
茹拉维尔的OSM定位图

茹拉维尔的时区为UTC+01:00、UTC+02:00（夏令时）。

## 行政
茹拉维尔的邮政编码为89440，INSEE市镇编码为89208。

## 政治
茹拉维尔所属的省级选区为茹拉维尔县。

## 人口

1962-2008年间茹拉维尔人口变化图示

茹拉维尔于2022年1月1日时的人口数量为1164人。